# Обравне
Обравне (серб. Обравње / Obravnje) — село в общине Вишеград Республики Сербской Боснии и Герцеговины. Население составляет 11 человек по переписи 2013 года.